# Бакырхан, Тунджер
Тунджер Бакырхан (тур. Tuncer Bakırhan, род. 1970, Kayadibi, Карс) — турецкий политик. Сопредседатель Народной партии равенства и демократии (с Тюлай Хатимогуллары). Мэр Сиирта (2014—2016). Депутат Великого национального собрания Турции 28 созыва.
Был снят с поста главы города министерством внутренних дел Турции и приговорён к 10 годам тюрьмы.

## Биография
Родился в 1970 году в Карсе. По происхождению лаз. Окончил экономический факультет университета «Улудаг».
Участвовал в мероприятиях Народной партии Турции.
Политическую карьеру начал с 1989 года. Участвовал в деятельности Народной демократической партии Турции, Демократической народной партии Турции, Партии демократического общества.
С 1999 года являлся председателем отделения Народной демократической партии Турции в Карсе.
В 2002 году являлся кандидатом в депутаты Парламента Турции от Демократической народной партии Турции. Партия не прошла процентный барьер.
С 2003 по 2005 год являлся председателем Партии демократического общества.
В 2009 году являлся кандидатом в мэры провинции Эсеньюрт от Партии демократического общества.
В 2014 году на муниципальных выборах избран мэром г. Сиирт. 
В 2023 году избран депутатом Парламента Турции 28 созыва.
Позднее был избран сопредседателем Партии народного равенства и демократии.
В течение политической карьеры несколько раз был задержан и арестован. В 2013 году в арестован по делу Союза общин Курдистана. Содержался в г. Текирдаг.
16 ноября 2016 года вновь был задержан. Обвинён в участии в деятельности Союза общин Курдистана и Рабочей партии Курдистана. 17 ноября 2016 года отстранён от должности мэра Сиирта. 
Снят с должности за высказывания о назначении Министерством внутренних дел Турции попечителей в Мардине, Батмане и Халфети.